# Francisco Malfitano
Francisco Malfitano (Rio de Janeiro, 31 de julho de 1915 – Rio de Janeiro, 24 de janeiro de 2011) foi um compositor brasileiro. Em 1936, radicou-se em São Paulo e passou a trabalhar como redator de textos de publicidades da Rádio Record. Foi em 1937 que Malfitano iniciou sua carreira como compositor, lançando diversas músicas em parceira com Aloísio Silva Araújo. Já teve músicas gravadas por Deo, Sílvio Caldas, Aracy de Almeida, Maria Rita, entre outros.
Desligou-se da carreira artística em 1943, quando se casou e passou a se dedicar ao comércio.